# 無双OROCHI 魔王再臨
『無双OROCHI 魔王再臨』（むそうオロチ まおうさいりん）は、コーエーより発売のアクションゲーム。PlayStation 2、Xbox 360、PlayStation Portable版がある。海外でのタイトルは、『Warriors Orochi 2』。
キャッチコピーは「悪夢、ふたたび。」。

## 概要
無双OROCHIシリーズの2作目。前作『無双OROCHI』をベースに多くの新要素が追加された。ストーリーは前作で魔王・遠呂智が倒されてから1ヵ月後の話が描かれ、無双シリーズ初の前作品からの繋がりがある完全な続編となっている。
本シリーズオリジナルのキャラクターも追加され、今作以降、三国・戦国時代とは関係の無い時代のキャラクターも多く登場するようになった。
2009年3月12日には本作と前作『無双OROCHI』を収録し、新要素を追加した『無双OROCHI Z』がPlayStation 3で発売された。

## 登場キャラクター
前作に登場した79名に加えて、『戦国無双2 猛将伝』で追加された「前田利家」、「長宗我部元親」、「ガラシャ」、「佐々木小次郎」、「柴田勝家」の5人が新規参戦。今川義元は『戦国無双2 猛将伝』のスタイルに変更された。
また、本シリーズオリジナルキャラクターとして「平清盛」、「太公望」、「源義経」、「卑弥呼」、「孫悟空」、「真・遠呂智」が新規参戦。加えて、過去に『真・三國無双2』に登場した「伏犠」と「女媧」も設定がリニューアルされた上で再登場した。
バーサスモードとサバイバルモードでは、これらに加えて「牛鬼」（巨漢妖魔）と「百々目鬼」（一つ目妖魔）の2人も使用可能で、プレイアブルキャラクターは総勢94人。

### 連合軍
蜀・東日本武士団軍
劉備が率いる孟達や簡雍や劉辟などの蜀軍及び孫尚香や劉封などの家族及び益州出身者たちと、今川義元が率いる本多軍や徳川軍などの駿河・三河出身者たちの共同戦線。のどかな暮らしを優先する勢力の一つだったが、太公望の妲己捕縛計画に協力。張任と楊懐は島軍に派遣されて合流。
魏・女媧軍
曹操と女媧が率いる、曹仁、龐徳、張郃などの魏軍及び何進などの後漢皇帝直属軍及び蘇飛や劉琦などの荊州出身者たち。くのいちや龐統や畿内衆も所属。遠呂智軍残党の挙兵に対し、いち早く兵を挙げ、遠呂智軍残党と戦いながら諸勢力に檄文を送って決起させる。張遼、李典、楽進は蜀軍に、許褚と龐徳は呉・西日本武士団軍に、派遣されて合流。
呉・西日本武士団軍
孫堅が率いる凌統や甘寧、二喬夫婦、黄蓋、韓当などの呉軍と、長宗我部元親が率いる森軍や立花誾千代や阿国や毛利軍や塙団右衛門や山路将監や土佐出身者たちの共同戦線。のどかな暮らしを優先する勢力の一つだったが、源義経と魏軍の檄文がきっかけで呂布軍と戦闘する。太史慈、周魴、陳武、馬忠は二袁軍に対する魏軍へ派遣され、呂蒙と甘寧と塙団右衛門は平・呂布軍から島・司馬懿・九州・黄忠軍に救われ、それぞれに合流。
島・九州軍
島左近が率いる尾張中村出身者及び豊臣股肱の武将たちと、島津義弘が率いる九州出身者たちの共同戦線。黄忠、関平、徐晃、宮本武蔵、公孫瓚兄弟も所属。黄巾党と董卓軍の戦争から、大乱を予感して反遠呂智残党及び遠呂智復活阻止連盟を組む為に動く。
太公望軍
太公望が率いる、左慈、于吉などの仙人たち。蜀・東日本武士団軍を利用して妲己を捕縛しようとし、董卓軍の阻止もあって逃げられたが蜀・東日本武士団軍に合流する。
黄巾党
張角が率い、生死不明だった何儀も所属。楼桑村で董卓軍に襲われたところを島・九州軍に救われ合流する。
源義経
平清盛を探している。呂布と互角の戦いをしていたが、呉・西日本武士団軍の介入の所為で呂布に飽きられ、その後で襲ってきた風魔衆・平軍から呉・西日本武士団軍に守られ合流する。
伏犠軍
伏犠が率い南華仙人が所属。島・九州軍と共に黄巾党を救うも姿を消し、上杉軍を救った時に島・武田軍に合流する。
武田軍
武田信玄が率いる、真田軍、小山田信茂などの甲斐出身者たち。島軍に争乱に備える軍を欲しいと頼まれ合流する。
陸遜軍
陸遜が率い、前作でも所属していた者が所属。孫堅の指示を受けて長篠で呂布軍に対し劉備・本多軍に加勢し、合流。
二袁軍
袁紹兄弟が率い、己の力を試そうとする姜維や、生死不明だった田豊などや、辛評、呂翔兄弟、淳于瓊、高幹なども所属。賤ヶ岳で張郃に離間の計で翻弄され、魏・呉軍に敗れて吸収される。
南蛮軍
孟獲が率いる、祝融ら南中出身者たち。南中を魏・龐統・黄祖軍と呉軍の争いの舞台にされ、二喬夫婦との約定に従い呉軍に合流する。
上杉軍
上杉謙信が率いる、直江氏、甘粕氏などの越後出身者たち。長谷堂で孫悟空軍に襲われるが島・武田・伏犠軍に救われ合流する。
明智軍
明智光秀が率いる、生死不明だったガラシャを含む明智氏たち。董卓に捕らえられ馬車で運ばれていたが劉禅・稲姫軍に救われ合流する。
前田・雑賀衆軍
前田利家が率いる前田利常ら前田氏たちと、雑賀孫市が率いる土橋守重や雑賀孫六ら紀州出身者たちの共同戦線。冀城で司馬懿・孫悟空軍に瓦解させられかけるが夏侯淵軍に救われ合流する。
浅井・朝倉軍
浅井長政が率いる北近江出身者たちと、朝倉義景が率いる越前出身者たちの共同戦線。浅井軍にはお市も所属。曹叡・利家・氏善軍の檄文を受けて邪馬台に参戦し、合流。
馬超軍
馬超が率いる、生死不明だった馬騰を含む西涼馬氏たち。魏軍の檄文を受けたのか、劉備の指示もあってか、呉・龐徳軍が乗り込んだ陽平関に参戦し、合流。
織田軍
織田信長が率いる、豊臣秀吉・石田三成・濃姫・ねね・柴田勝家・荒木村重・斎藤利三などの尾張・美濃出身者たち。司州で既に曹操軍に手配されて共に孫悟空・董卓軍と戦っており、後に夏侯惇・朝倉軍もしくは島・関平・九州軍の檄文を受けてそれぞれ潼関、虎牢関に参戦し、該当する軍に合流。

### 遠呂智軍残党等
妲己・牢人軍
卑弥呼も佐竹軍も所属する遠呂智軍残党。遠呂智の復活を狙う勢力の一つ。蜀・太公望・東日本武士団軍が真・遠呂智を倒すと吸収できる。
呂布軍
三國時代で最も危険な群雄呂布や、傾国の美女貂蝉などの軍。楯岡光直などの最上軍や張魯兄弟、周昕、張燕、張繡、厳白虎兄弟も所属。遠呂智亡き後の世に己の武を見せつけるべくいきなり挙兵した。山崎で平・司馬懿軍と共に呉・南蛮軍を奇襲中に、己の誇りを懸け蜂起して、真・遠呂智が現れると積極的に討ちに向かい、呉・西日本武士団軍が真・遠呂智を倒すと合流してくる。
伊達軍
奥州出身の独眼竜伊達政宗や、天下御免の傾奇者前田慶次などの軍。遠呂智を継ごうと兵を挙げた。司馬懿や鄧艾、文聘、夏侯恩、辛毗、王朗などの、魏将及び荊州出身者及び夏侯氏だったが魏軍と縁を切った武将達も身を寄せていたが、戦国ストーリーでは武田・直江軍に、蜀漢ストーリーでは司馬懿以外が趙雲・東日本武士団軍に奪われた。
董卓軍
健闘虚しく瓦解してしまったらしい松田康郷や北条氏照などの北条軍や、山賊だった石川軍や、胡車児、張英、陶謙も所属。暴による世界の支配を目指し兵を挙げた。呉・西日本武士団軍は、まず阿国や小喬によって宇都宮軍武将たちを除く石川軍を、次に真・遠呂智を倒すと残る者たちを吸収できる。
平軍
平清盛が率い、孫悟空も所属する遠呂智軍残党。遠呂智の復活を狙う勢力の一つ。妖魔の将兵には潼関で発見できる妖術師を倒すことで魏軍として用い得る者も多い。孫悟空は魏・顔良軍、平清盛は武田・伏犠軍が真・遠呂智を倒すことで吸収される。
風魔小太郎
神出鬼没で、混沌を求めて、今回は魏・畿内・呉・西日本武士団・上杉・豊臣軍にのみちょっかいを出してくる。
佐々木小次郎
人斬りの剣を掲げ、乱や戦を好む。好敵手である宮本武蔵やその修行仲間の徐晃に冀州で挑んだが負け、黄巾党に吸収された。

## ストーリー
前回は各シナリオがリンクしていたが、今回は独立したシナリオとなっていて、外伝はない。

## 追加要素
合体技
操作キャラクターの無双ゲージが満タンで、なおかつ体力ゲージが赤く表示されている状態・または『天陣』の錬成能力を持つ武器を使用中にL2とR2同時押しで発動可能。操作キャラクターの無双ゲージをすべて使い、控えキャラと協力して強力な攻撃を行う。
劉備、関羽、張飛など特定のキャラ3人でチームを組んでいると特殊な合体技が発動し、より強力な攻撃となる。見た目は控えキャラクターが敵を倒していても、敵を倒した扱いとなるのは操作中のキャラクターである。またフィニッシュ時の技を当てなければ、多くダメージを与えても敵は体力がわずかに残り、撃破数にならない（味方が技の間に割り込んで、敵を倒してしまう事もある）。
援護攻撃
プレイヤーが攻撃を受けている時にL1と□か△で発動可能。
控えのキャラクターが現れて敵に対して反撃を行ってくれる。行う攻撃は援護攻撃を行うキャラによって異なる。行った控えキャラクターはゲージを半分程度消費し、足りない場合は発動することが出来ない。□ボタンなら左側のキャラクターが、△なら右側のキャラクターが援護攻撃を行う。合体技と同じく、倒したのが控えキャラのように見えても経験値などを得られるのは操作キャラクターである。操作キャラクターの武器に「連携」の錬成能力がついていると、無双ゲージの消費を半減することが可能。
戦術
戦闘中、プレイヤーキャラ一人につき特定条件を満たすとプレイヤーキャラクターのセリフと共に効果発生し、戦局を有利にする。どの戦術が発動するかはプレイヤーによって異なり、メニュー画面などで発動条件などを確認可能。
発動は1ステージ/一人につき1回のみ。また発動条件はそのプレイヤーキャラ単独でのみ判定される(防柵を持つ武将以外が100KOを達成しても効果は出ない。また200KO以降でも、再び効果は出ない。)
戦術の種類は以下のとおり。
号令：個別で5人の武将を撃破すると、味方全軍の土気が上昇する。
防柵：個別で100人撃破を達成すると、味方総大将の防御力が増加する。
舞い：開始から10分後に対応キャラが武将を一人倒すと、味方全軍の武将の体力・兵力が回愎する。戦闘画面では「舞踊」と表示されている。
斉射：個別で2人の武将を撃破すると、プレイヤーの特定の技、および味方全軍の矢や射撃の威力が上昇する。
対決：個別で300人撃破を達成すると、プレイヤーおよび味方全軍が敵武将から受けるダメージを軽減する。
錬成素材
全部で30個存在する、後述の錬成能力を生成するための素材。これまでの無双シリーズにおける「レアアイテム」や「ユニーク武器」のように、特定のステージで条件を満たすと出現する木箱から出てくる皮袋を入手するとステージクリア後に手に入る。素材の獲得できるステージや条件は「ギャラリー」で確認できるようになったが、「作戦を迅速に成功させる」などと多少あやふやに書かれており、正確な入手条件のヒント程度になっている。入手した素材に応じ、特定の属性のついた武器を消費することで錬成能力を手に入れることが可能。素材が消費されることはない。
錬成能力
属性とは別に、武器に3つまで融合できる特殊能力。これまでの無双シリーズにおける「レアアイテム」に近い効果を持つ。
前述の錬成素材を入手した状態で、特定の属性の付いた武器を変換して錬成能力のストックを入手でき、それを武器に付与することで効果を発揮する。一度錬成すると武器は消滅してしまうが、素材は続けて利用できる。1つの錬成能力につき1～4つの錬成素材と1～8つの属性のついた武器を必要とする。使用する武器に必要ではない属性がついていたり、求められるレベル以上のレベルがあっても条件を満たせていれば錬成可能。錬成した能力はそれぞれ99個までストック可能。
錬成できる能力は以下の通り。
兵法：能力上昇アイテムの持続時間が増加する。
不屈：瀕死状態で起き上がると30秒間攻撃力が2倍になる。
旋回：受身を取りやすくなる。
補給：敵兵が一定確率で桃を落とす。
狙撃：弓や射撃を使った攻撃の威力が上昇する。
天活：体力に関係なく真無双乱舞や無双秘奥義を発動可能なる。
天陣：体力に関係なく合体技が発動可能になる。
湾曲：受けるダメージ軽減する。
頑強：チャージ攻撃中ダメージに耐える。スピードタイプのアーツにも効果があり、パワータイプでも耐えられない敵のチャージ攻撃や必殺技を耐えられる。
飛竜：チャージ攻撃中にジャンプ可能。一部のチャージではジャンプできない。
金甲：矢や射撃を受けてもひるまない。
連携：控えキャラの無双ゲージ半分で援護攻撃を発動可能。
賦活：操作中でも徐々に無双ゲージが回復する。
再生：体力が尽きたときに一度だけ回復する。
天舞：無双ゲージ満タン時、全攻撃に属性が付く。あらかじめ属性が付いている攻撃には無効。

## 追加ゲームモード
ドラマティックモード
一話一話のつながりは無くそれぞれ独立している番外ストーリーのステージ。操作キャラの変更は出来ず、各ストーリーごとに固定。操作キャラのレベルは他のモードと共通。
バーサスモード
プレイヤー2人で対戦ができるモード。
総力戦
プレイヤー同士武将を選んで対戦する格闘ゲームモード。プレイヤーのキャラクターの内だれかの体力が0になるか、場外に落とすと勝利。
勝抜戦
基本は総力戦のルールと同じだが、キャラ切り替えは出来ず、援護攻撃・合体技も使用不可能。全キャラクターの体力を0にするか、場外に落とすと勝利。
撃墜
次々と襲いくる武将や兵士をどれだけ場外に落とせるかを競うモード。得点の多いほうが勝利。
疾駆
馬を使ってゴールを目指すレースモード。攻撃も出来ず落馬もしない。
サバイバルモード
バーサスモードの総力戦を連続して勝ち抜いていくモード。1度負けるまでの連勝数に応じたストック経験値を入手できる。

## PSP版
前作に引き続き、2008年11月27日に発売された。PS2、Xbox 360版からの変更点は以下の通り。
- アドホック通信機能を使った通信協力プレイとバーサスモードでの通信対戦が可能。
- ゲーム中のイベントシーンは前作のカットインイベントからムービーに仕様を変更。ただし、戦況にかかわらずBGMが固定。
- ボイス大幅増加。敵将撃破時に加え、イベントに関係するボイスの導入。
- データインストール機能を搭載、メモリースティックにゲームデータの一部をインストールすることで読み込み時間を短縮させることが可能。ただし、インストールを行ったPSPでのみ有効。
- ビームの色や衝撃波のエフェクトの簡略化（ビーム色の統一等）。
- PS2版で目立った処理落ちによるスロー化の減少。
- 追加要素として、後にPSPにて発売された『真・三國無双 MULTI RAID』の真・無双覚醒時の趙雲、夏侯惇、孫尚香のモデルが追加されている。
- ドラマティックモードの一部シナリオの出現条件緩和。

## 主題歌
CMで起用された音楽。
- 『TOXIC』 歌：HIGH and MIGHTY COLOR